# Andreï Arinouchkine
Andreï Arinouchkine est un dessinateur de bande dessinées russe né le 1er août 1964 à Iasnaïa Poliana.

## Œuvres publiées
- Ewen - Tome 1 : Alis, avec Tiburce Oger, éditions Daniel Maghen, 2008
- La mer selon Lila, avec Laurence Bourguignon, Mijade, 2006
- L'oiseau de feu, avec Éric Corbeyran, Casterman, 2006
- Hyrknoss, Tome 2 : Le seigneur des cauchemars, avec François Froideval, Casterman, 2005
- Sa Majesté de nulle part, avec Gérard Moncomble, Casterman, 2001